# 翁吟河
翁吟河，位于中国贵州省中南部，是涟江右岸支流，发源于长顺县凯佐乡南部，东北流至贵阳市花溪区马铃布依族苗族乡转东南流，沿花溪区与惠水县界后又沿长顺县与惠水县边界东南流，之后折入惠水县境，在惠水县城和平镇注入涟江。河长51千米，流域面积381平方千米。